# PGC 2187707
LEDA/PGC 2187707 ist eine Galaxie im Sternbild Andromeda am Nordsternhimmel. Sie ist schätzungsweise 566 Millionen Lichtjahre von der Milchstraße entfernt und hat einen Durchmesser von etwa 95.000 Lichtjahren.  Vom Sonnensystem aus entfernt sich die Galaxie mit einer errechneten Radialgeschwindigkeit von näherungsweise 12.500 Kilometern pro Sekunde. 

## Galaktisches Umfeld
| Nr. | Galaxie          | Alternativname          | Rek          | Dek          | Distanz/asec |
| --- | ---------------- | ----------------------- | ------------ | ------------ | ------------ |
| →   | LEDA/PGC 2187707 | 2MASX J02394516+4150124 | 02h39m45.20s | +41d50m12.8s | 0            |
| 1   | LEDA/PGC 2187534 | 2MASX J02394141+4149354 | 02h39m41.41s | +41d49m35.8s | 55.68        |
| 2   | LEDA/PGC 2188812 | 2MASX J02402964+4154010 | 02h40m29.63s | +41d54m01.3s | 546.69       |
| 3   | LEDA/PGC 2185039 | MASX J02392843+4140491  | 02h39m28.45s | +41d40m49.1s | 593.20       |
| 4   | LEDA/PGC 10079   | MCG +07-06-053          | 02h39m36.52s | +42d00m55.3s | 650.19       |
| 5   | LEDA/PGC 2184614 | 2MASX J02394554+4139184 | 02h39m45.55s | +41d39m18.2s | 654.02       |
| 6   | LEDA/PGC 2188118 | 2MASX J02384568+415138  | 02h38m45.67s | +41d51m38.3s | 670.37       |
| 7   | NGC 1001         | PGC 10050               | 02h39m12.6s  | +41d40m18s   | 698.89       |
| 8   | LEDA/PGC 2186904 | 2MASX J02404905+4147313 | 02h40m49.07s | +41d47m31.1s | 731.43       |
| 9   | NGC 999          | PGC 10026               | 02h38m47.4s  | +41d40m14s   | 880.58       |
| 10  | NGC 996          | PGC 10015               | 02h38m39.87s | +41d38m51.1s | 999.11       |